# Германская Новая Гвинея
Герма́нская Но́вая Гвине́я (нем. Deutsch-Neuguinea) — название колониального владения Германской империи, существовавшего с 1885 по 1915 год. Площадь суши — 242 476 км². Включала в себя следующие территории в Тихом океане:
- Земля Кайзера Вильгельма на северо-востоке острова Новая Гвинея (с 1885 года)
- Архипелаг Бисмарка (с 1885 года)
- Каролинские острова (с 1899 года)
- Марианские острова (кроме Гуама) (с 1899 года)
- Науру (с 1888 года)
- Маршалловы острова (с 1885 года)
- Северные Соломоновы острова (с 1885 года)

## История
В начале 1880-х годов на острове Новая Гвинея свою колонию имели только Нидерланды (она располагалась в западной части). Восточная часть острова не подчинялась ни одной европейской державе. Германская империя, усилившая свои позиции на мировой арене в тот период и имевшая торговые интересы в регионе, решила воспользоваться сложившейся ситуацией. Но уже в 1883 году британский комиссар Квинсленда объявил о покровительстве Великобритании над всей юго-восточной частью острова Новая Гвинея. Однако британское правительство, не заинтересованное в захвате этой территории, не признало законными действия квинсленсдского комиссара. 
Германия же в 1884 году основала Новогвинейскую компанию, которая сразу же послала на остров своего агента Фридриха Финша, водрузившего германский флаг над северо-восточной частью острова Новая Гвинея и островом Новая Британия. Это вызвало широкое недовольство в Квинсленде, в котором действия Германской империи рассматривались как враждебные. В результате, в начале 1885 года было объявлено о британском покровительстве северо-восточной части Новой Гвинеи, которую недавно захватила Германия. Только после оказанного давления со стороны Германии (она пригрозила Великобритании возможностью поднять египетский вопрос) в апреле 1885 года было подписано соглашение, по которому Германии отходила северо-восточная часть Новой Гвинеи, получившая название Земля Кайзера Вильгельма и Архипелаг Бисмарка, а Великобритании — юго-восточная часть последней.
Ещё в середине XIX века на Маршалловых островах появились первые немецкие торговцы, а уже в 1878 году было подписано торговое соглашение с вождём острова Джалуит. Спустя некоторое время Маршалловы острова стали частью протектората Германская Новая Гвинея. В 1888 году частью колонии стал остров Науру. После благословения римского папы Льва XIII Германия захватила Марианские и Каролинские острова.
После начала Первой мировой войны в сентябре 1914 года Земля Кайзера Вильгельма, Aрхипелаг Бисмарка и Науру были заняты австралийскими войсками. В октябре 1914 года Марианские, Каролинские и Маршалловы острова были практически без боя сданы японской армии.